# Rosyjski Komitet Opiekuńczy nad emigrantami w Polsce
Rosyjski Komitet Opiekuńczy nad emigrantami w Polsce (ros. Русский Попечительный Комитет об эмигрантах в Польше) – emigracyjna organizacja rosyjska w okresie międzywojennym w Polsce
Komitet został utworzony w sierpniu 1921 r. w Warszawie. Działał pod auspicjami Ligi Narodów. Na jego czele w 1922 r. stanął Ł. K. Iwanowski, zaś w 1924 r. zastąpił go I. E. Butenko. W latach 30. funkcję przewodniczącego objął Nikołaj A. Pliemiannikow. Do zadań Komitetu należała pomoc prawna i materialna białym emigrantom rosyjskim, którzy przebywali w Polsce. W jego skład wchodziły oddziały: finansowy, kontrolny, ogólny i administracyjny. Komitet działał do lipca 1940 r., kiedy decyzją niemieckich władz okupacyjnych Generalnego Gubernatorstwa jego działalność została zakończona.